# 2022 في سوريا
هذه المقالة تتضمن أهم الأحداث التي حدثت في سوريا في عام 2022:

## الحكم
- رئيس الجمهورية – بشار الأسد
- رئيس الحكومة – حسين عرنوس

## الوفيات

### يناير
22: بسام الملا، مخرج ومنتج تلفزيوني. (و.1956).